# Üvegbot
Az üvegbot laboratóriumokban használt, hőálló üvegből készült pálca, melyet anyagok és oldatok keveréséhez, valamint egyéb tevékenységekhez használnak. Az alapvető laboratóriumi eszközök közé tartozik.
A legnagyobb méret ∅25, de vannak ennél kisebbek is. Ez az eszköz tanulói kísérletezésre is alkalmas, mivel teljesen veszélytelen. Újonnan lehet hozzá ráhúzható gumispatulát vásárolni. Keverésnél és szűrésnél egyaránt használják. Szűréskor a szűrőpapírba tartva, oldalán lecsurgatjuk a szűrendő oldatot.